# Bagalapur, Sindhnur
Bagalapur là một làng thuộc tehsil Sindhnur, huyện Raichur, bang Karnataka, Ấn Độ.